# Ernst Paraquin
Ernst Paraquin (* 2. März 1876 in Saargemünd; † 23. September 1957 in München) war ein deutscher Offizier und Oberstleutnant der türkischen Armee.

## Leben
Ernst Paraquin wurde in der lothringischen Kreisstadt Saargemünd geboren, die seit 1871 (bis 1918) zum Reichsland Elsaß-Lothringen gehörte. Der Vater, Emil Paraquin, wurde 1872 vom königlich bayerischen Ingenieur-Assistenten zum kaiserlichen Eisenbahn-Baumeister (Bauingenieur) der Reichsbahnen ernannt und nach Saargemünd versetzt; 1873 heiratete er Elise Ritter aus Bad Kissingen. Nach dem Tod des Vaters, 1882, zog die Mutter mit dem Sohn nach München, wo dieser 1885 bis zu seinem Abitur 1894 unter anderem mit Jussuf Ibrahim, Fritz Bühlmann, Max Edelmann, Ludwig Merzbacher und Michael Ostheimer das Maximiliansgymnasium besuchte.
Anschließend trat er als Offiziersanwärter ins 1. Infanterie-Regiment „König“ der Bayerischen Armee ein. 1896 wurde er zum Sekondeleutnant befördert. Mit dem 27. November 1896 ist sein Übertritt zum 1. Seebataillon und die Rückkehr zum 1. Infanterie-Regiment „König“ im Jahr 1900 vermerkt; ein Leutnant Paraquin wird als Angehöriger des 1. Seebataillons der kaiserlichen Marine-Infanterie genannt, eingesetzt während des Boxeraufstands 1900. 1903 wurde Paraquin Regimentsadjudant. Als Oberleutnant war er zur weiteren Ausbildung 1907/10 an die Kriegsakademie in München kommandiert, die ihm die Qualifikation für den Generalstab und als französischer Dolmetscher aussprach. 1910 stieg Paraquin zum Hauptmann auf, wurde zur Zentralstelle des Generalstabes versetzt und im Jahr darauf nach Preußen in den Großen Generalstab kommandiert. 1913 trat er mit der Ernennung zum Kompaniechef im 4. Infanterie-Regiment „König Wilhelm von Württemberg“ in den Truppendienst zurück.
Während des Ersten Weltkriegs war Paraquin als Major an der Ost- wie auch an der Westfront: 1915 war er unter dem aus österreichischen und deutschen Truppenteilen zusammengestellten „Korps Marschall“ unter dem Befehl des Generals Wolf Rudolf Freiherr Marschall von Altengottern in Galizien eingesetzt, das unter anderem am 6. Dezember 1915 von Kaiser Wilhelm II. am Standort Tarnopol besucht wurde. Im September 1916 wurde er bis April 1917 als Generalstabsoffizier an die Westfront beordert und der 5. Infanterie-Division unter Generalleutnant Nikolaus von Endres zugeteilt.
Anschließend erfolgte seine Versetzung zu Friedrich Kreß von Kressenstein, der im Juni 1918 im Rang eines Generalmajors das Kommando über die Deutsche Kaukasusexpedition im südlichen Kaukasusgebiet übernommen hatte. Im Rahmen der Zusammenarbeit der Obersten Heeresleitung des Deutschen Reiches mit dem verbündeten Osmanisches Reich übernahm er im Dezember 1917 im Rang eines kaiserlich türkischen Oberstleutnants die Funktion des Stabschefs der 6. türkischen Armee der Heeresgruppe Ost unter dem Befehl von Halil Pascha. Als solcher lieferte er operative Vorschläge zur Vorbereitung des türkischen Angriffs auf die heute aserbaidschanische Hafenstadt Baku, Sitz der Kommune von Baku, die von sowjetischen Truppen und ihren nationalistischen armenischen Verbündeten besetzt war. Die Einnahme der Stadt erfolgte am 16. und 17. September 1918.
In seinem Bericht an Hans von Seeckt, dem deutschen Berater der osmanischen Armee, meldet Paraquin, dass es nach dem Fall der Stadt zu Massakern an der Zivilbevölkerung, aber auch an Angehörigen europäischer Staaten kam. Während die Türken am Rande der Stadt ein Festgelage abhielten, ermordeten hauptsächlich die aserischen Soldaten etwa 15.000 Armenier, nachdem mehr als 30.000 geflohen waren. Aber auch „die türkische Soldateska beteiligte sich lebhaft am Plündern und Schänden“. Der Bericht liegt in Abschrift bei den Akten des Auswärtigen Amtes. Aus ihm ist zu ersehen, dass die Vorbereitung zum Angriff auf Baku im Wesentlichen auf Paraquins Vorschläge zurückging, der jedoch in dem Glauben gehandelt hatte, damit den Vorstellungen der Obersten Kriegsleitung zu entsprechen. Er intervenierte jedenfalls persönlich und in scharfer Form beim türkischen Befehlshaber vor Ort. In der Folge wurde Paraquin seines Dienstes enthoben und kehrte über Konstantinopel nach Deutschland zurück.
Nach Kriegsende lebte Paraquin in München, wo er an der Universität Staatswissenschaften studierte und wurde 1919 als Major zur Disposition gestellt. Ein Resümee seiner persönlichen und durchaus kritischen Einschätzung der deutsch-türkischen Beziehungen während des Ersten Weltkriegs veröffentlichte er unter dem Titel Politik im Orient im Januar 1920 im Berliner Tageblatt. Im Jahr darauf erhielt er noch den Charakter als Oberstleutnant.

## Auszeichnungen
- Eisernes Kreuz I. und II. Klasse
- Ritterkreuz des Hohenzollernschen Hausordens mit Krone und Schwertern
- Ritterkreuz II. Klasse des Sächsischen Albrechtsordens
- Osterreichische Eiserne Krone III. Klasse
- Türkische Silberne Liakat-Medaille
- Türkischer Osmanje-Orden III. Klasse

## Schriften
- Politik im Orient. In: Berliner Tageblatt. 49. Jahrgang, Nr. 43, 24. Januar, und Nr. 50, 28. Januar 1920.
- Der Gang ins Dunkel. In: Schwäbische Gestalten und Landschaften: eine Skizzenreihe. Stuttgarter Neues Tagblatt, Stuttgart 1926 (Tagblatt-Schriften; 3), S. 28–32.